# Los Parachicos
Los Parachicos o "para el chico" son danzantes tradicionales de la Fiesta grande de Chiapa de Corzo, Chiapas que tiene lugar del 8 al 23 de enero de cada año, los dias que salen los parachicos son los dias 4 de enero salen los niños y los adultos salen 15, 17,18, 20, 22 y 23 de enero. La fiesta tradicional, que se conforma de música, danza, artesanías, gastronomía, ceremonias religiosas y otras diversiones, forma parte de las festividades en honor de El Señor de Esquipulas , San Antonio Abad y San Sebastián, siendo especialmente honrado este último. El 16 de noviembre de 2010 fueron declarados como Patrimonio Cultural Inmaterial por la UNESCO.

## Orígenes de la danza
Cuenta con orígenes prehispánicos, sin embargo, la tradición data del siglo XVII, con la llegada de la imagen de San Sebastián Mártir a la entonces Villa real de Chiapa o Chiapas de los indios y la edificación de su templo, concluido en el siglo XVII; según el mito cuenta que un día una hermosa mujer buscaba cura para su hijo enfermo, pero después de haber visitado médicos y curanderos, no consiguió aliviarlo. Alguien le dijo que fuera a Chiapas donde seguramente encontraría la cura, entonces ella se trasladó con todo y servidumbre.
Y su hijo por fin se curó. Al darse cuenta de que el poblado era de gente humilde trató de recompensarlos repartiéndoles víveres. Mientras tanto los indígenas bailaban alrededor del niño —pintados y disfrazados—, para parecer blancos como su madre y el pequeño no se asustara. Cuando la señora —que supuestamente responde al nombre de Doña María de Angulo—, entregaba los regalos a los bailarines decía: “para el chico”, palabras que con el dialecto indígena se resumieron en “Parachico”.
La tradición oral también refiere a otra versión. Se cuenta que a mediados del siglo XVIII llegó a Chiapa de Corzo una señora española, procedente de Guatemala, quien tenía un hijo enfermo al que los médicos no habían podido curar. Había llegado a Chiapa de Corzo con su hijo y una gran cantidad de sirvientes porque quería consultar a un afamado curandero indígena y fue a visitarlo: “¡Abrid paso que va a pasar mi señora María de Angulo!”, gritaban los sirvientes de la señora. El curandero le recomendó a la rica española llevar a su hijo enfermo a las aguas curativas de Cumbujuyú y bañarlo durante nueve días. Hecho esto, el niño sanó y ella se retiró a Guatemala feliz. Sin embargo en otras versiones esto no sucede y el chico no puede ser curado y al pasar esto la gente de Chiapa de Corzo se apiada por la mujer y vestidos con máscaras blancas (para no asustar al niño) y le bailan y divierten en sus últimos momentos de vida.

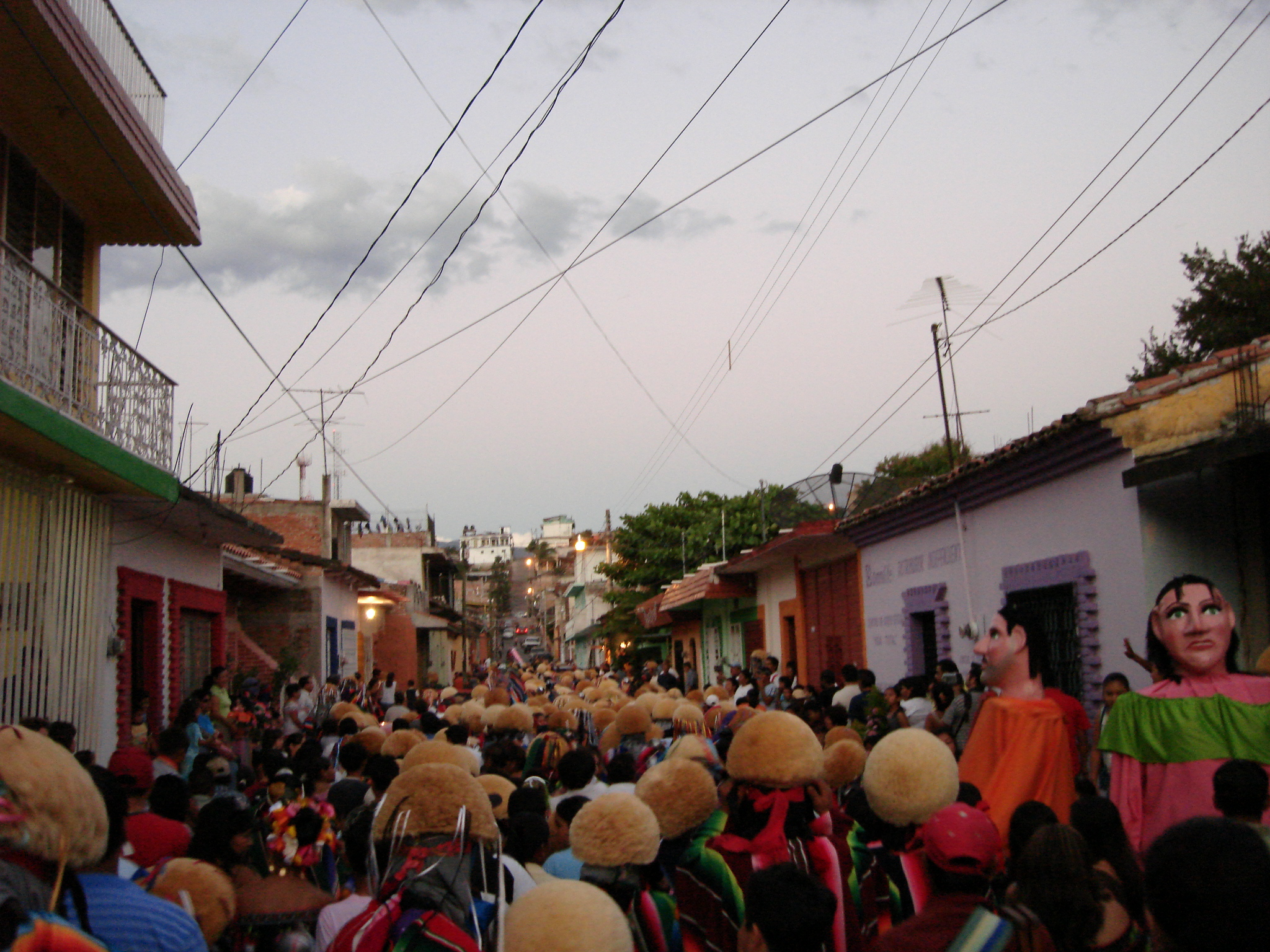
Parachicos recorriendo las calles de Chiapa de Corzo.

En los años 1767 y 1768, una plaga de langostas destrozó las cosechas de Chiapa y la población sufrió hambruna y después de esta calamidad, se desató una epidemia que acabó con casi la mitad de su población. En plena miseria y abandono, llegaron a Chiapa de Corzo una recua de mula cargadas con grandes despensas: maíz, frijol, verduras y dinero. La gente no lo podía creer y escuchaban de nuevo aquella voz de los sirvientes: “¡Abran campo… abran campo, que mi ama doña María de Angulo va a pasar!”. 
Los sirvientes repartían las despensas a las familias, y durante las tardes las sirvientas y sirvientes bailaban y danzaban para diversión de los niños. También les lanzaban dulces y advertían: “¡Recordad, caballeros hijosdalgo, que los presentes son para los chicos!” en recuerdo al hijo de María de Angulo. Así nació la tradición de los parachicos. Cada año la ciudad festeja este acontecimiento, al representar a la señora María de Angulo, quien recorre la ciudad a bordo de un carro alegórico, arrojando moneditas pintadas de color oro, dulces, confetis y golosinas.

## Descripción

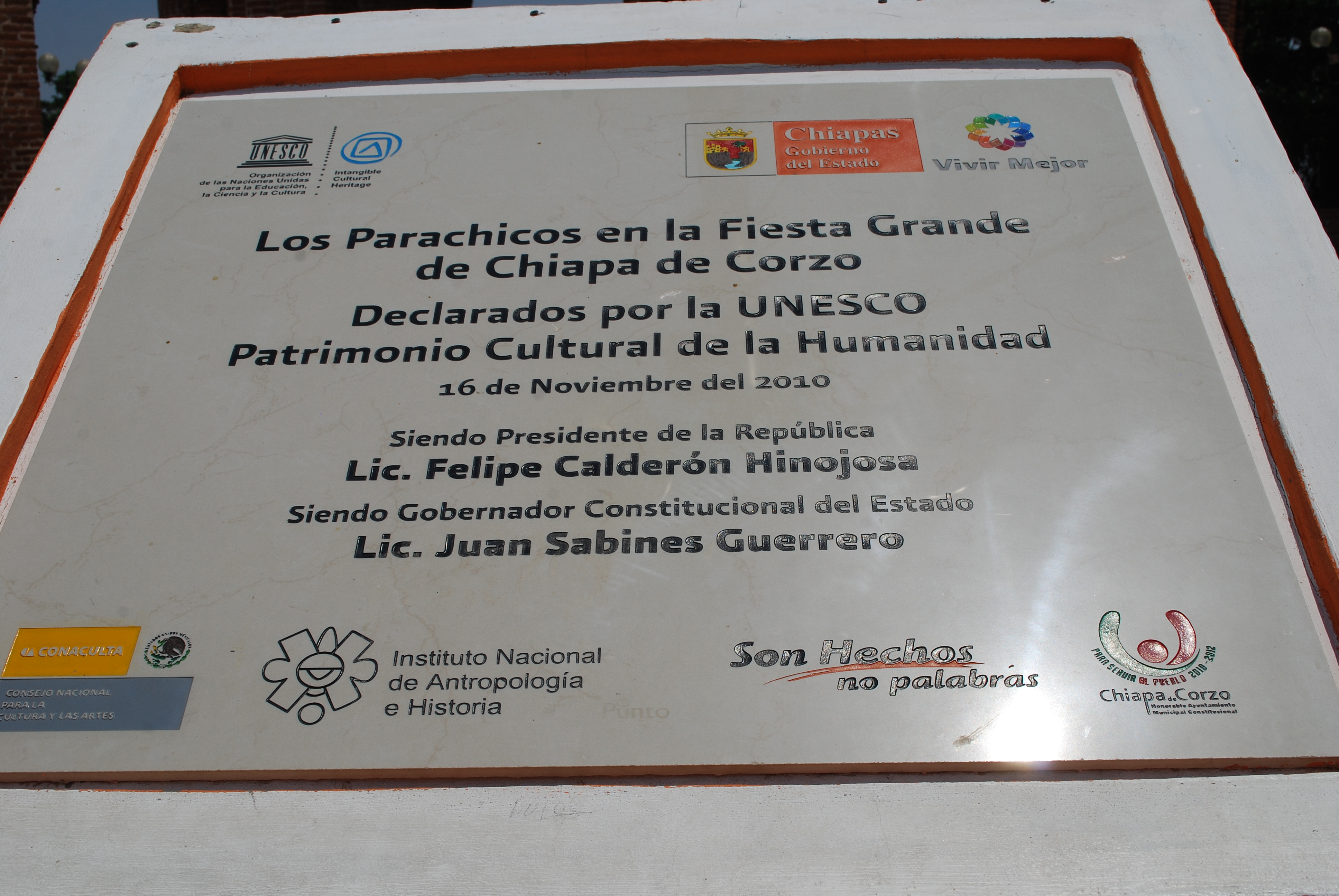
Placa declaratoria de la UNESCO, como Patrimonio cultural inmaterial de la Humanidad.

Parachicos son aquellos personajes que usan una máscara de madera, sarape de colores y una sonaja ya sea de lámina o de morro, llamado chinchin, los cuales salen por las calles a bailar al son del tambor y de flauta de carrizo también llamado pito. Mientras salen a bailar por las calles, visitan diferentes casas e iglesias que tienen a los santos, a los que se les ofrece un tipo de ofrenda con el baile. Los parachicos se acercan a ellos para tocarlos, persignarse y agradecerles por lo que les ha dado.
Es tal la cantidad de parachicos (más de un 50 por ciento de la población sale a bailar), que necesitan un guía, es por eso que existe el patrón de los parachicos; cargo que se va pasando de generación en generación. Antes de ser nombrado como el nuevo patrón, debe de ser aceptado por la comunidad y ser un ejemplo de vida para ellos.
La danza se transmite y se aprende al mismo tiempo que se ejecuta, los niños que participan en ella imitan los movimientos de los adultos, la técnica de fabricación de las máscaras se transmite de generación en generación, desde la tala y el secado de la madera para fabricarlas hasta la ornamentación final, pasando por el aprendizaje del modo de esculpirlas. Durante la Fiesta Grande, la danza de los parachicos invade todos los ámbitos de la vida local, propiciando el respeto mutuo entre las comunidades, los grupos y las personas.
Los Parachicos cantan e improvisan algunos versos entre los que destacan:
Sirenita, sirenita,

sirenita de alta mar.

Alabemos al Santísimo

y al señor San Sebastián.
---
Al pasar por tu ventana

me tiraste un limón

el limón cayó en mi cara

y pasó a mi corazón.
---
Con mi sarape colorado

bailaré un zapateado.

Parachico me pediste,

Parachico te daré,

con mi máscara de palo.

mi chinchin te sonaré.
También se dicen vivas, entre los que llaman la atención están, Vivan los que ya no pueden muchachos (Los ancianos); Viva el gusto de nosotros muchachos (Las tradiciones); Viva la mano poderosa muchachos (La voluntad de Dios); Viva la pandilla rica muchachos (El grupo de parachicos).

## Declaración como Patrimonio Cultural Inmaterial

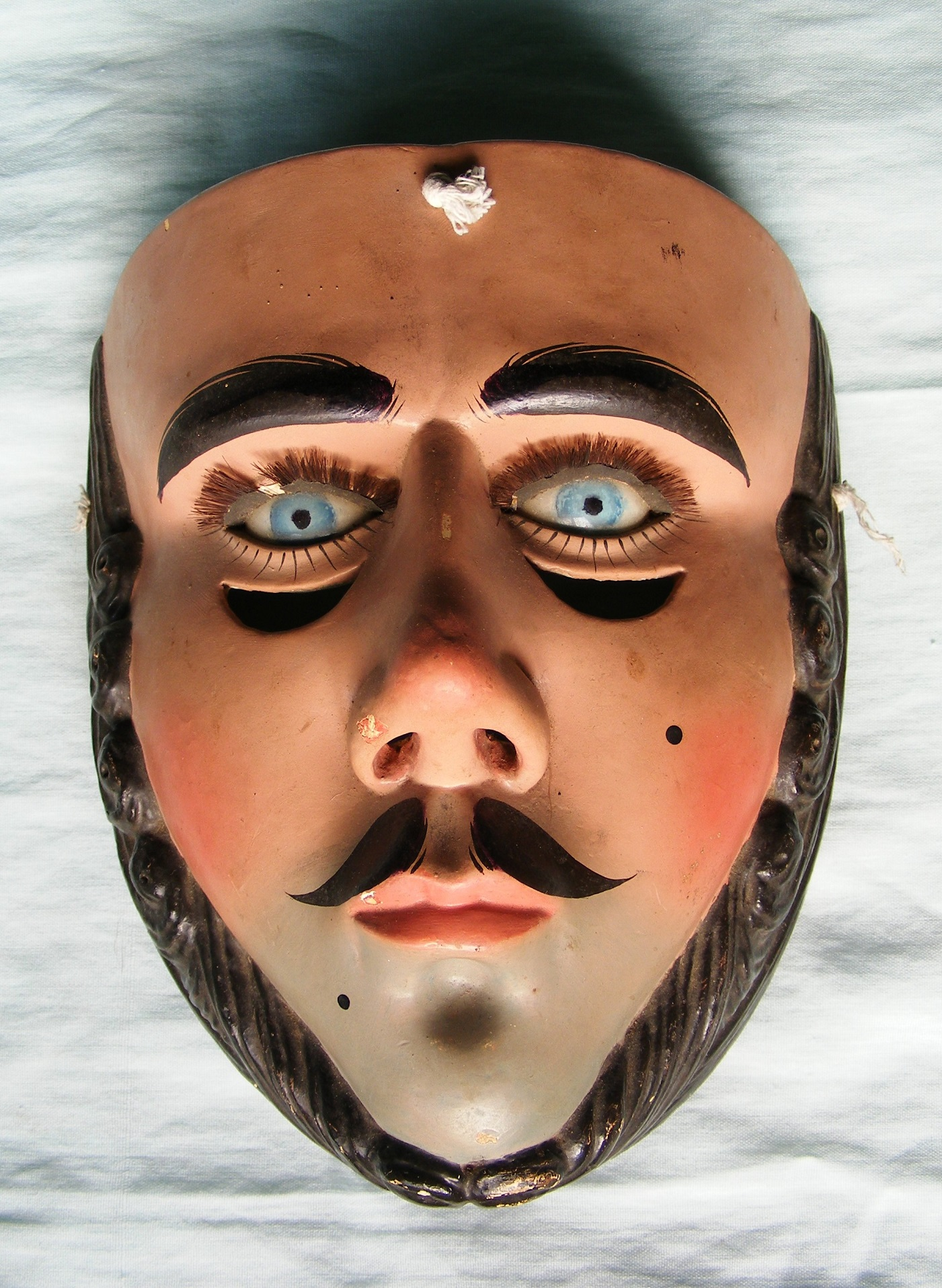
Máscara de Parachico.

El 16 de noviembre de 2010, el acto de los Parachicos fue declarado como Patrimonio Cultural Inmaterial por la UNESCO. La decisión fue adoptada durante la Reunión del Comité Intergubernamental para la Salvaguardia del Patrimonio Cultural Inmaterial, que se celebró en Nairobi, Kenia, con la denominación «Los parachicos en la fiesta tradicional de enero de Chiapa de Corzo».